# Перекрут яєчка
Перекрут яєчка відбувається, коли сім'яний канатик (до якого підвішено яєчко) перекручується, перекриваючи кровопостачання яєчка. У дітей найпоширенішим симптомом є раптовий сильний біль у яєчках. Яєчко може бути вище, ніж зазвичай, у мошонці, і може виникнути блювота. У новонароджених біль часто відсутній, замість цього мошонка може змінити колір або яєчко може зникнути зі свого звичайного місця.
Більшість постраждалих не мають явних попередніх проблем зі здоров'ям. Пухлина яєчка або попередня травма можуть збільшити ризик. Інші фактори ризику включають вроджену ваду розвитку, відому як «деформація дзвоника», коли яєчко неадекватно прикріплене до мошонки, що дозволяє йому рухатися вільніше та, таким чином, потенційно скручуватися. Низькі температури також можуть бути фактором ризику. Діагноз зазвичай ставиться на основі наявних симптомів, але вимагає своєчасної діагностики та лікування, щоб уникнути втрати яєчок.  Коли діагноз неясний може бути корисним ультразвукове обстеження.
Лікування полягає у фізичному розкручуванні яєчка, якщо це можливо, з подальшим хірургічним втручанням. Біль можна лікувати опіоїдами. Результат залежить від часу на корекцію. Хвороба потребує оперативного втручання протягом 6 годин. Однак, якщо затримка на 12 або більше годин, яєчко, як правило, неможливо врятувати. Близько 40% людей з таким діагнозом потребують видалення яєчка.
Це найчастіше трапляється відразу після народження та під час статевого дозрівання. Статистично такі випадки бувають приблизно у 1 з 4000 до 1 з 25 000 чоловіків віком до 25 років щороку. У дітей із швидким болем у яєчках перекрут яєчка є причиною приблизно 10% випадків. Серед ускладнень може бути нездатність мати дітей. Захворювання вперше було описано в 1840 році Луїсом Деласйовем.

## Ознаки та симптоми
Перекрут яєчка зазвичай проявляється сильним болем у яєчках або болем у паху та нижній частині живота. Біль, як правило, починається раптово і зазвичай охоплює лише одну сторону. Часто супроводжується нудотою і блювотою. Яєчко може розташовуватися вище в мошонці внаслідок скручування та подальшого вкорочення сім'яного канатика або може бути розташоване в горизонтальній орієнтації. Можуть спостерігатися легке потепління та почервоніння прилеглої ділянки. Підняття яєчка може посилити біль. Біль при сечовипусканні та почастішання сечовипускання відсутні. Симптоми часто виникають після фізичної активності травми яєчок або мошонки. Діти з перекрутом яєчка можуть прокидатися від болю в яєчках або животі серед ночі або вранці. В анамнезі можуть бути попередні подібні епізоди болю в мошонці через попередній транзиторний перекрут яєчка зі спонтанним вирішенням.

### Ускладнення
- Інфаркт яєчка: пошкодження яєчка виникає внаслідок зниження кровотоку, а отже, зменшення надходження кисню та поживних речовин до яєчка. Якщо яєчко нежиттєздатне під час хірургічного дослідження, його необхідно видалити, щоб запобігти подальшому некрозу або відмиранню тканини.
- Безпліддя :[9] Вплив перекруту яєчка на довгострокову фертильність ще не повністю вивчений.[10] Однак перекрут яєчка може спричинити порушення функції сперматозоїдів під час аналізу сперми, хоча ці відхилення частіше зустрічаються у підлітків і дорослих. Перекрут, здається, не впливає на довгострокову функцію сперми у новонароджених .[11] Вважається, що причиною порушення функції сперматозоїдів є такі механізми:
  - Імунологічна теорія, також відома як «симпатична орхідопатія»: вважається, що після пошкодження яєчка імунна система організму активується для очищення пошкоджених клітин. У процесі він створює антитіла до клітин яєчок або білки, які перетинають ушкоджений бар'єр крові та яєчок і пошкоджують як уражене, так і контралатеральне яєчко.
  - Порушення мікроциркуляції в яєчку[12]
  - Реперфузійне пошкодження: цей тип пошкодження спостерігається в тканинах, які були позбавлені кровопостачання протягом тривалого періоду.
- Гангрена або вид пошкодження тканин яєчка, викликаний недостатнім кровопостачанням.
- У надзвичайно рідкісних випадках (0,03 %) сепсис, якщо його не лікувати протягом тривалого періоду часу, може призвести до сепсису та спричинити серйозні небезпечні для життя інфекції та травми через кров та органи, що може призвести до смерті.
- Рецидив перекруту може виникнути навіть після хірургічної фіксації, хоча це дуже малоймовірно.[13][14]
- Психологічний вплив втрати яєчка.[15]

## Фактори ризику
Більшість тих, хто постраждав від перекруту яєчок, не мають попередніх проблем зі здоров'ям або станів, що сприяють цьому. Однак існують певні фактори, які можуть збільшити ризик перекруту яєчка. Більше яєчко внаслідок нормальних змін або пухлини яєчка підвищує ризик перекруту. Подібним чином наявність новоутворення або злоякісного новоутворення в сім'яному канатику також може спричиняти перекрут.
Вік також є важливим фактором ризику перекруту. Перекрут найчастіше виникає або у новонароджених, або безпосередньо перед або під час статевого дозрівання. Перекрут яєчка часто виникає до або під час статевого дозрівання, до повного опущення яєчка. Епідидиміт частіше є постпубертатним станом.
Кілька вроджених анатомічних вад розвитку або змін яєчка або навколишніх структур можуть призвести до посиленого обертання мошонки та підвищити ризик перекруту яєчка. Вроджена вада розвитку вагінального процесу, відома як «деформація дзвоника», становить 90 % усіх випадків. У цьому стані замість того, щоб яєчка прикріплювалися ззаду до внутрішньої оболонки мошонки за допомогою мезорхіуму, мезорхіум закінчується рано, а яєчко вільно плаває у вагінальній оболонці . Інші анатомічні фактори ризику включають горизонтальне положення яєчка або сім'яного канатика з довгою внутрішньомошонковою частиною. Крипторхідізим також є фактором ризику перекручування, деякі дослідження свідчать про підвищення ризику в 10 разів. Перекрут яєчка також може бути викликаний травмою мошонки або фізичним навантаженням (зокрема, їздою на велосипеді); однак лише близько 4–8 % випадків є результатом травми. Вважається, що існує можлива генетична основа схильності до перекруту яєчка, яка базується на багатьох опублікованих повідомленнях про сімейний перекрут яєчка. Існують суперечки щодо того, чи холодні місяці пов'язані з підвищеним ризиком.

## Патофізіологія
Перекрут яєчка виникає, коли відбувається механічне скручування сім'яного канатика, який підвішує яєчко в мошонці та містить тестикулярну артерію та вену. Перекручування пуповини зменшує або припиняє приплив крові до яєчка. Ступінь артеріальної та венозної обструкції залежить від тривалості та тяжкості перекруту. Як правило, спочатку порушується венозний кровотік. Підвищення венозного тиску згодом спричиняє зниження артеріального кровотоку, що призводить до зменшення постачання яєчка киснем і, якщо не лікувати, до інфаркту яєчка.
Також вважається, що перекрут, який виникає під час внутрішньоутробного розвитку, може призвести до так званого неонатального перекруту або зникнення яєчка, і є однією з причин народження дитини з монорхізмом (одне яєчко).

### Переривчастий перекрут яєчка
Переривчастий перекрут яєчка (ІТТ) є менш серйозним, але хронічним варіантом перекруту. Він характеризується періодичним болем у мошонці або яєчку з подальшим спонтанним деторсуванням і зникненням болю. Також можуть виникати нудота і блювота. :150Незважаючи на меншу нагальність, такі особи мають значний ризик повного перекруту та можливої наступної орхіектомії, тому рекомендованим лікуванням є планова двостороння орхіопексія . Дев'яносто сім відсотків пацієнтів, які пройшли таку операцію, відчувають повне полегшення симптомів. :316

### Екстравагінальний перекрут яєчка
Перекрут, який виникає за межами піхвової оболонки, коли яєчко і яєчко можуть вільно обертатися, називається екстравагінальним перекрутом яєчка. Цей тип зустрічається виключно у новонароджених, однак у новонароджених можуть бути й інші варіанти перекруту яєчка. У новонароджених, у яких спостерігається такий перекрут, зазвичай спостерігаються безболісні набряки мошонки, зміна кольору та тверде, безболісне утворення в мошонці. Такі яєчка, як правило, некротичні від народження і повинні бути видалені хірургічним шляхом. :315Точна причина або специфічні фактори ризику екстравагінального завороту в цій популяції залишаються неясними.

### Інтравагінальний перекрут яєчка
Інтравагінальний перекрут яєчка виникає, коли яєчко обертається на сім'яному канатику в піхвовій оболонці. Цей варіант частіше зустрічається у дітей старшого віку та дорослих. «Деформація дзвоника», при якій спостерігається невідповідно високе прикріплення вагінальної оболонки над сім'яним канатиком і недостатність нормального заднього прикріплення яєчка до внутрішньої частини мошонки, що дозволяє яєчку вільно рухатися в піхвовій оболонці та Схиляє до інтравагінального перекруту яєчка.

### Перекрут придатка яєчка
Придаток яєчка розташований у верхньому полюсі яєчка. Це ембріональний залишок, який не має відомої функції, але піддається ризику торсійних явищ. Цей тип перекруту є найчастішою причиною гострого болю в мошонці у хлопчиків 7–14 років. Його зовнішній вигляд подібний до перекруту яєчка, але початок болю зазвичай більш поступовий. Пальпація виявляє невеликий твердий вузлик у верхній частині яєчка з характерною «синьою точкою». Це апендикс яєчка, який змінив колір і помітно синіє через шкіру. Проте, на відміну від інших перекрутів, кремастеричний рефлекс все ще активний. Типове лікування передбачає використання безрецептурних анальгетиків, і стан зникає протягом 2–3 днів. :316

### Перекрут неопущеного яєчка
Неопущене яєчко має підвищений ризик перекруту яєчка. Механізм перекруту неопущеного яєчка до кінця не вивчений, хоча це може бути пов'язано з ненормальними скороченнями кремастерного м'яза, який покриває яєчко та сім'яний канатик і відповідає за підняття та опускання яєчка для регулювання температури мошонки. Неопущене яєчко також має більш високий ризик пухлини яєчка, яка через збільшену вагу та розмір порівняно зі здоровим яєчком може спричинити перекрут.

## Діагностика
Діагноз, як правило, повинен ставитися на основі наявних симптомів. УЗД може бути корисним, коли діагноз неясний. Однак візуалізація не повинна відкладати хірургічне втручання, оскільки при тривалій ішемії розвиваються ускладнення. Негайне хірургічне втручання рекомендується незалежно від результатів візуалізації, якщо є високий ступінь підозри на основі анамнезу та фізикального обстеження.
Враховуючи наслідки лікування перекруту яєчка, важливо відрізняти перекрут яєчка від інших причин болю в яєчках, таких як епідидиміт, який може проявлятися подібним чином. Хоча обидва захворювання можуть викликати біль у яєчках, біль при епідидиміті зазвичай локалізується в придатку яєчка на задньому полюсі яєчка. Епідидиміт також може характеризуватися зміною кольору та набряком яєчка та лихоманкою . Кремастеричний рефлекс при епідидиміті зазвичай присутній. Перекрут яєчка або, ймовірніше, інфаркт яєчка, що загрожує, також може спричинити субфебрильну температуру. Часто спостерігається відсутність або зниження кремастеричного рефлексу .

### Клінічний огляд
Відсутність кремастеричного рефлексу при гострому болючому яєчку найбільше свідчить про перекрут яєчка (перекручування сім'яного канатика яєчка робить рефлекторні відповіді майже неможливими). Кремастеричний рефлекс зазвичай викликає підняття яєчка шляхом погладжування внутрішньої частини стегна. Особливо часто абсанс зустрічається у дітей, але його наявність не виключає діагнозу перекруту яєчка.
Під час фізикального огляду яєчко може бути набряклим, чутливим, високо піднятим і мати аномальне поперечне розташування.
Симптом Прена, класичний результат фізикального обстеження, не був надійним у відрізненні перекруту від інших причин болю в яєчках, таких як епідидиміт . У людини зазвичай не буде лихоманки, хоча нудота є поширеним явищем.

### Зображення
Ультразвукове доплерівське сканування мошонки може визначити відсутність кровотоку в перекрученому яєчку та дає майже 90 % точності в діагностиці. Це також може допомогти відрізнити перекрут від епідидиміту .
Радіонуклідне сканування (сцинтиграфія) мошонки є найточнішим методом візуалізації, але воно не завжди доступне, особливо в терміновості, яка може знадобитися. Агентом вибору для цієї мети є пертехнетат технецію-99m . Спочатку він забезпечує радіонуклідну ангіограму, а потім статичне зображення після того, як радіонуклід перфузує тканину. У здорового пацієнта початкові зображення показують симетричний кровотік до яєчок, а сповільнені зображення показують рівномірно симетричну активність. При перекруті яєчка зображення можуть показувати гетерогенну активність ураженого яєчка.

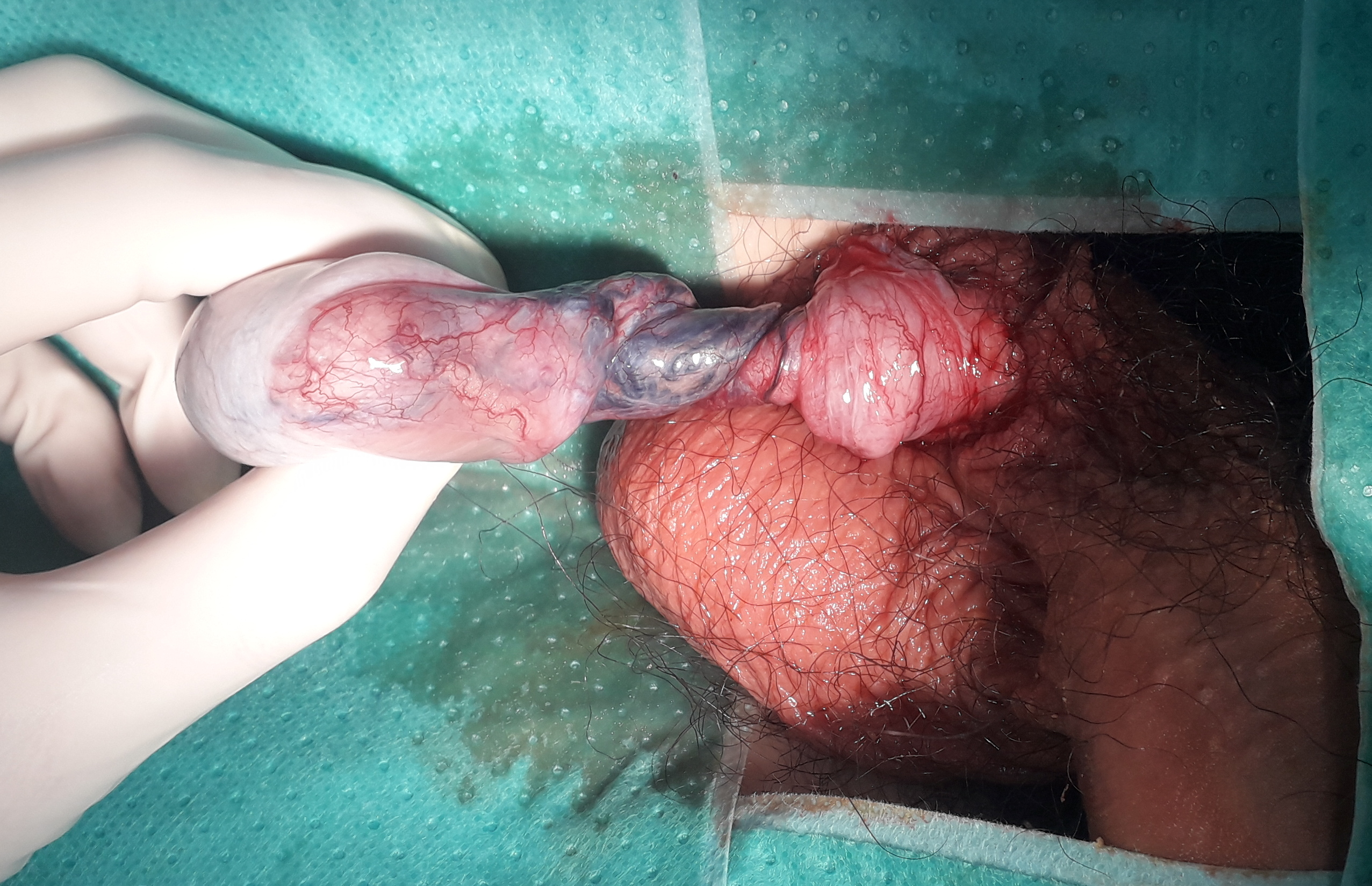

## Лікування
Перекрут яєчка — це невідкладна хірургічна операція, яка вимагає негайного втручання для відновлення кровопостачання яєчка. Якщо лікування вручну або хірургічним шляхом протягом шести годин, є високий шанс (приблизно 90 %) зберегти яєчко. На 12 годині показник знижується до 50 %; через 24 години він падає до 10 %, а через 24 години здатність зберегти яєчко наближається до 0, хоча повідомлялося про врятування яєчка після 24 годин. Близько 40 % випадків призводить до втрати яєчка.
За умови своєчасної діагностики та лікування, яєчко часто можна врятувати. Зазвичай, при перекруті яєчка, його поверхню повертають до серединної лінії тіла. Іноді можлива нехірургічна корекція шляхом ручного обертання яєчка в протилежному напрямку, тобто назовні до стегна. Однак, достовірний рівень успіху такої ручної деторсії невідомий.:149
Коли врятувати яєчко, довготривале пошкодження яєчка є поширеним явищем. Розміри яєчок часто зменшуються, і пошкодження неураженого яєчка є поширеним явищем. Вплив торсійної події на довгострокову фертильність до кінця не вивчений.
Повторне доплерівське ультразвукове сканування може підтвердити відновлення кровотоку до яєчка після ручного деторзування. Однак для оцінки здоров'я та життєздатності яєчка часто проводять хірургічне дослідження. Щоб запобігти рецидиву, проводять орхіопексію як уражених, так і неуражених яєчок. Якщо яєчко нежиттєздатне, його видаляють (орхіектомія).

## Епідеміологія
Перекрут яєчок найчастіше виникає у підлітків, близько 65% випадків стосуються вікової категорії від 12 до 18 років. Це є основною причиною раптового болю та набрякання яєчок у осіб молодше 18 років.. Це відбувається приблизно у 1 з 4000 до 1 з 25 000 чоловіків щороку до 25 років, але може трапитися в будь-якому віці, включаючи дитинство.